# Палгар
Палгар — місто в розділі Конкан штату Махараштра, Індія, та муніципальної ради . Він знаходиться в Мумбайській столичній області, і з 2014 року є адміністративною столицею району Палгар . Палгар лежить на західній лінії приміської залізниці Мумбаї в напруженому залізничному коридорі Мумбаї — Ахмедабад. Місто розташоване приблизно в 87 кілометрах на північ від Мумбаї, приблизно в 35 кілометрах на північ від Вірару і приблизно у 24 кілометрах на захід від національної магістралі Мумбаї-Ахмедабад у Садибі .

## Демографія
За переписом 2011 року в Індії , населення Палгару становило 68 930 населення. Самці налічували 36 523 (52,9 %), а жінки 32 407 (47,1 %). Рівень грамотності становив 77,52 %, що перевищує середній показник у 59,5 %; грамотність чоловіків становила 81,2 %, а жіноча грамотність — 73,35 %. 11,8 % населення було молодше 6 років.
Більшість населення дотримується індуїстської та мусульманської релігії із значною кількістю Джайнів, Буддистів та Мусульман, а також невеликими християнськими та сикхівськими громадами. Маратхі — це найбільш розмовна мова з діалектами Варлі, Вадвалі та Ванджарі. Невеликі громади гуджаратісів та мусульман розмовляють відповідно в гуджараті та урду.
Палгар має міське населення 1.435.210, таким чином, близько 48 % всього населення проживає в урбанізованій зоні.

## Транспорт
Палгар добре пов'язаний автомобільним та залізничним транспортом. Палгар діє як керівник Державної корпорації автомобільного транспорту Махараштра, яка забезпечує прямий зв'язок з кількома містами по всій території Махараштри та Гуджарату, включаючи Сурат, Вапі, Валсад, Вадодара, Бхарух, Анклешвар, Ананд, Мумбаї, Ахмедабад, Мірай, Пуне, Вадуй, тан, Ulhāsnagar, Бхіванді, Аурангабад, Ахмаднагар, Калян, Алібаг, Nandurbar, Bhusaval, Ширді, і Nashik .
Палгар — важлива залізнична станція на приміській залізниці Мумбаї . Поряд з послугами Трансфер / Мему / ЄВС (місцеві поїзди), тут зупиняються і багато поїздів на великі відстані.

## Історія
1 серпня 2014 року Палгар став 36-м округом Махараштри. Його історія чергується зі старим районом Тане. Jawhar, Vasai та Palghar tehsils мають історичну спадщину. Васай (тоді відомий як Бассейн) перебував під Португальською імперією . Пізніше Чімаджі Аппа, військовий командир Маратхи захопив форт Васаї з португальців і вивісив прапор Маратхи на Васаї. Палгар був одним із важливих моментів кампанії в Чаледжах у 1942 році.
14 серпня 1942 року в Палгарі відбулося повстання проти англійців, у якому були вбиті Кашинат Харі Пагдхаре, Говінд Ганеш Тхакур, Рампрасад Бхімашанкар Тіварі, Рамчандра Махадев Чурі та Говінд Сукур Морі. Головне коло Палгар відоме як «Паачбатті» (що означає «п'ять вогнів» на маратхі) на честь цих мучеників. 14 серпня оголошено «Днем мучеників» у Палгарі, коли люди збираються біля кола Паачбатті, щоб вшанувати п'ятьох, котрі пожертвували своїм життям за незалежність Індії .

## Культура
Bhandari, Warli (адівасі), Katkari, Malhar Колі, Vanjari, Vadval, Малі (Sorathi) є переважаючими кастами в Палгарі.
Ванджарі — кочове плем'я, яке має своє коріння в Читтогдаді, штат Раджастан . Їх мова відрізняється від стандартної маратхі, оскільки має високий вплив Раджастхані та Гуджараті.
Вадвал — найчисленніша громада, присутня в Палгарі. Кажуть, що вони є нащадками династії Ядава Девагірі, які заснувались тут. Вони утворюють одну з небагатьох спільнот, що говорять на маратсі, що належать до варти Кшатрія, але не є традиційною кастою Маратхи 96 клану (96 — Кулі).
Живопис Варлі та знаменитий танець Тарапи мають внесок у мистецтво громади Варлі. Живопис та мистецтво Варлі тягнуться до тисячоліття. Мистецтво Варлі цінується і в зарубіжних країнах. Варліс представляють найдавніших поселенців землі в наш час, і їхня культура значною мірою вплинула на пізніші культури в цій місцевості та навколо неї.
Громада Колі (рибалки) Палгар — це нагадування про зв'язки міста з Аравійським морем. Рибальство становить значну частину торгівлі та раціону Палгар, а також займає велику роль у культурних заходах. Колиси далі поділяються на такі підкасти, як Ваїті, Мангеле, Барі тощо.

### Мистецтво, ремесла та туризм
Antarang Sanskrutik Kala Darpan Pratishthan Saphale — громадська організація / трест, що базується в місті Saphale, працює над розвитком образотворчого мистецтва, виконавського мистецтва та музики, а також для соціальних та екологічних питань.
До туристичних визначних пам'яток району належать:
- Форт Арнала
- Форт Вазай
- Гамбгіргад
- Форт Калдург
- Пляж Кельва
- Камандурський форт
- Форт Ширгаон
- Форт Тандульваді
- Джерело гарячої води Vajreshwari
- Храм Махалакшмі
- Храм Дживдані Мата
- Форт Кохой
- Форт Асава
- Форт Ашерігад
- Гребля Кельва
- Гребля Devkhop
- Форт Бхавангад

## Економіка
Економіка Палгар — це головним чином первинний та третинний сектор. Палгар, резиденція Талуки та району, має безліч урядових кабінетів та людей, які працюють там. Сільське господарство, тваринництво, молочна промисловість та рибне господарство практикуються в достатку у сільській місцевості навколо міста та спонукають до економії міста.
Палгар також був центром контрабанди деревини в епоху після здобуття незалежності, що було значною мірою стримане лісовим департаментом та поліцією. За винятком деревини, відокремлені пляжі, як відомо, приваблювали контрабандистів, які намагаються офшорно віднести свої товари та в'їхати в Мумбаї автомобільним транспортом, щоб уникнути митних справ.

## Освіта
У місті є ряд шкіл та коледжів. Нещодавно в регіоні розпочато ряд будівельних проектів. Є можливість створити більше шкіл та коледжів для зростаючого населення.
- - Sonopant Dandekar Arts, V.S. Apte Commerce & M.H. Mehta Science College Palghar
  - St. John College of Humanities and Sciences
  - St. John College of Engineering and Technology
  - St. John Institute of Pharmacy and Research
  - St.John College of Technical Institute
  - Sonopant Dandekar Shikshan Mandali
  - Anand Ashram English High School Palghar
  - Sundaram Central School & Junior College [CBSE] Palghar
  - Kenam English High School Palghar
  - Holy Spirit English High School Palghar
  - twinkle Star English High School Palghar
  - Aryan High School Plaghar
  - Jeevan Vikas High School Palghar
  - Bhagini Samaj High School
  - Sir JP International school [ICSE]
  - Aryan English High School
  - Surya Valley School
  - Yashwantrao Chaphekar Jr.College of Arts, Commerce & Science
  - Sacred heart English High School, Palghar
  - National College, Palghar

## Спорт
Крикет — найпопулярніший вид спорту в Палгарі. Місцеві турніри організовуються в різних місцях по району.
- Шардул Тхакур — крикетист з Палгару (Махім), який грає за Індію, в Ченнаї Супер Кінгс в IPL і в Мумбаї в трофеї Ранджі .
- Адітья Тара — крикетист з Палгару (села Satpati), який грає в Делі сміливців в IPL. Команда XLR8 — найкращий клан району Палгар, Махараштра з Пабгу та представляє Індію в турнірах PMCO та PMSC. Вони виграли PMCO 2018 та переможця PMSC, Їх лідер XLR8Nitro збирається змагатись у PMCO з відомим ютубером та професійним гравцем Pubg SCOUT як дует.